# Arturo Moroni
Arturo Moroni (* 2. Mai 1904 in Piacenza; † 19. Januar 1972 in Sanremo) war ein italienischer Ruderer.

## Werdegang
Arturo Moroni bildete mit Medardo Lamberti, Vittore Stocchi, Guglielmo Carubbi, Amilcare Canevari, Giulio Lamberti, Medardo Galli, Benedetto Borella und Steuermann Angelo Polledri den italienischen Achter, der 1927 in Como Europameister wurde. Bei den Olympischen Sommerspielen 1928 in Amsterdam schied die gleiche Besatzung im Viertelfinale der Achter-Regatta aus. 
Moroni, Carubbi und Polledri gewannen 1930 zudem den Europameistertitel im Zweier mit Steuermann.